# Tableau (zdjęcie)

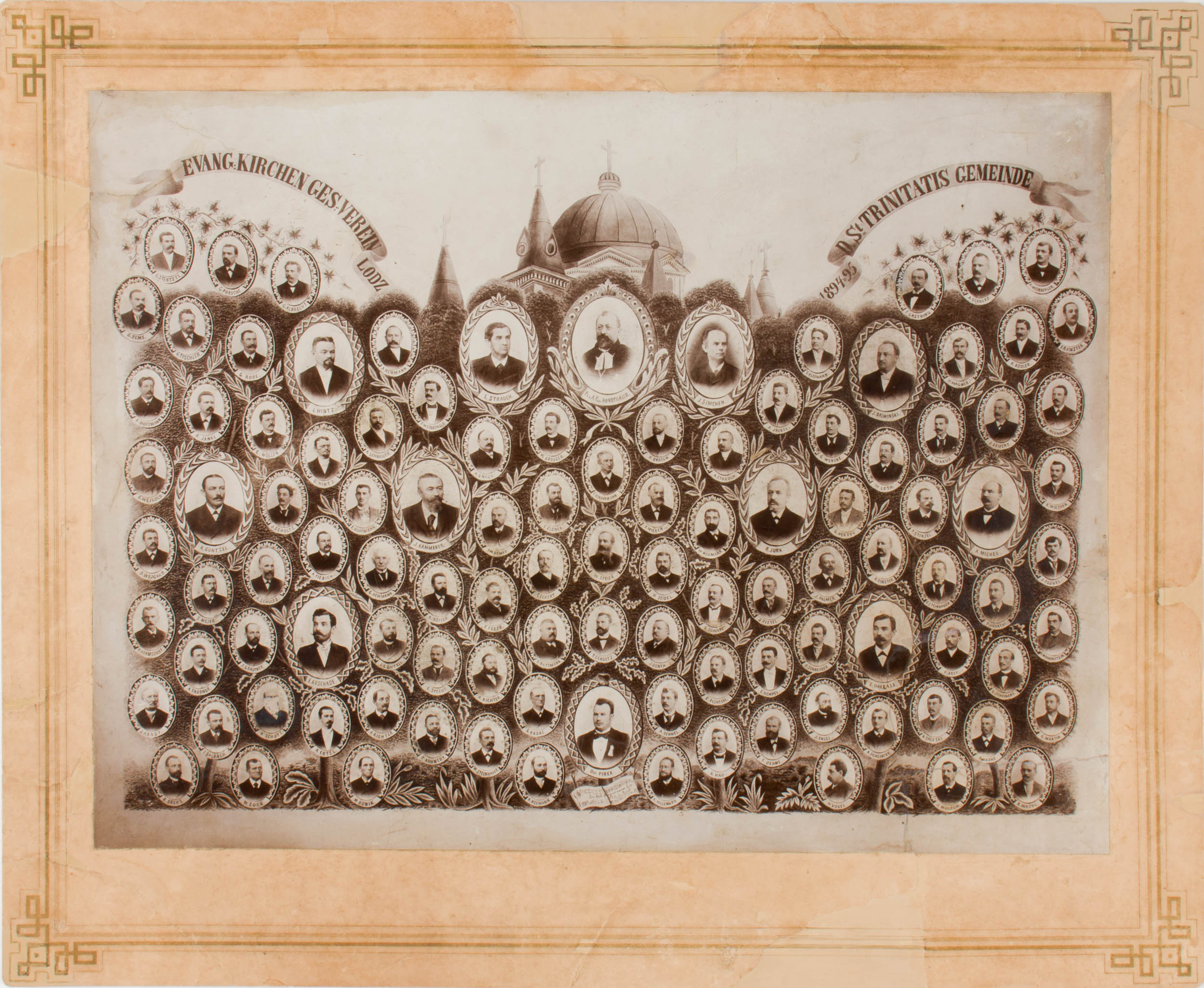
Tableau z końca XIX wieku, przedstawiające członków Ewangelickiego Towarzystwa Śpiewaczego działającego przy kościele Św. Trójcy (ob. kościół katolicki pw. Zesłania Ducha Świętego) w Łodzi

Tableau (wym. tablo; fr. – obraz, tablica), pamiątkowe zdjęcie grupy osób; składa się z wielu mniejszych zdjęć tych osób. Najczęściej dużych rozmiarów, wykonywane np. w celu upamiętnienia grupy uczniów i nauczycieli lub studentów i profesorów. Najczęściej wykonywane ręcznie i poprzez obróbkę komputerową.